# L-číslo
L-číslo (anglicky L-number, německy L-Nummer) je identifikační číslo, sloužící ke klasifikaci dosud vědecky nepopsaných nebo neurčených sumců čeledi krunýřovcovití (Loricariidae). Jednomu druhu může být přiřazeno více L-čísel nebo jedno L-číslo může být používáno pro více druhů. Systém L-čísel zavedl německý vivaristický časopis DATZ (Die Aquarien und Terrarienzeitschrift). Časopis Das Aquarium zavedl obdobný, ale méně populární systém, využívající čísla s předponou LDA.